# جمس رائودسینش
جمس رائودسینش (لتونیایی: Džems Raudziņš؛ ۱ دسامبر ۱۹۱۰ – ۱۳ دسامبر ۱۹۷۹) بازیکن بسکتبال اهل لتونی بود.
وی در مسابقات کشوری و بین‌المللی در مجموع برندهٔ ۱ مدال طلا شده‌است.